# Coleo de toros
El coleo de toros o toros coleados es un deporte ecuestre de Venezuela, y de los llanos orientales colombianos, el cual consiste en derribar a un toro agarrándolo por la cola —dentro de una manga de coleo— la mayor cantidad de veces durante una duración de 4 minutos.
El deporte del coleo de toros deriva del coleo, la faena ganadera que consiste en derribar un toro o res, a caballo o a pie, jalandolo de la cola. La faena surgió en la época colonial para derribar una res en dado caso que algún otro método, como el derribo con la garrocha, y tiempo después el lazo, fallaran. Esta técnica/disciplina es practicada por todo el continente, principalmente en México, Panamá, Venezuela, Colombia y Brasil con variación de estilos y normas.
En México, se practica en la Charrería, otro derivado de la faena del coleo conocido como colas en el lienzo o coleadero pero con otras reglas y normas. Este evento forma parte de una de las nueve faenas de la Charrería, tradición ecuestre nacional mexicana.

## Origen e historia de la faena ganadera

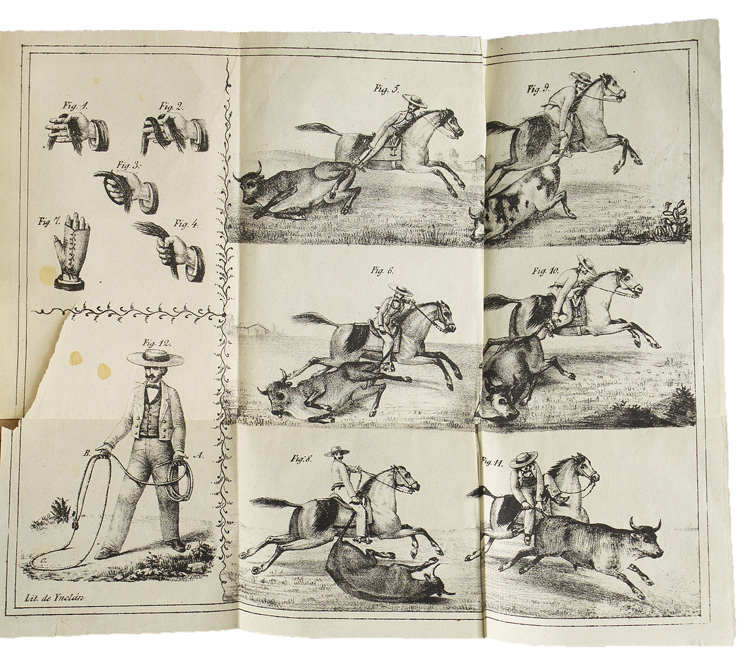
Formas diferentes de Colear en México durante el siglo 19. Del libro “Reglas con que un colegial puede Colear y Lazar” de Luis G. Inclán (1860).

En España, en lo que se sería la suerte del acoso y derribo, se encuentra el registro más antiguo del antecedente de la técnica de coleo, Luisiana Rotceh Peña Font, escribe:

“La suerte española llamada “suerte del derribo”, también conocida como “suerte del acoso” o “suerte del rejón campero”. Esta tradición similar consistía en la persecución a caballo del toro y su derribo en plena carrera con una vara; apoyándola en el cuadril de la bestia con la fuerza suficiente para tumbarle al lado contrario”

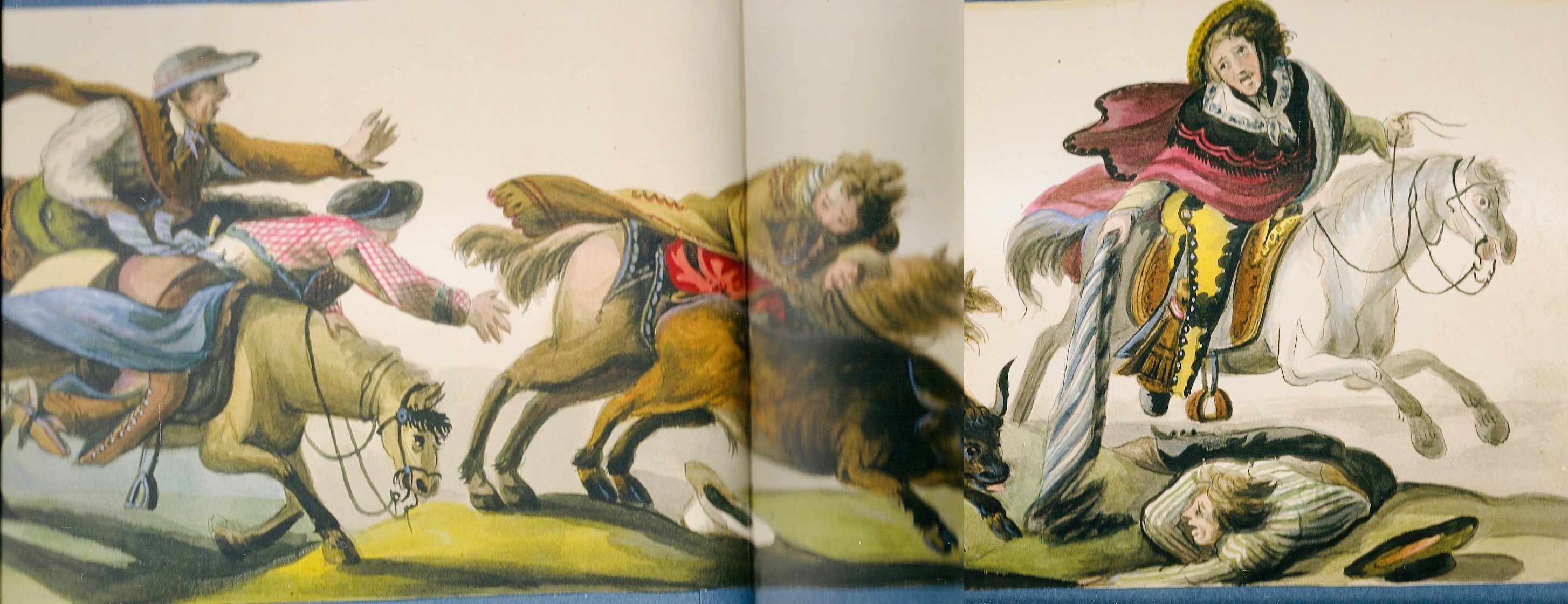
El Coleo en México en 1825 en una pintura titulada “Pasatiempo Mexicano” del francés Theubet de Beauchamp.

En lo que sería el Virreinato de la Nueva España, actual México, se encuentran la mayoría de registros sobre esta disciplina. Uno de los registros más antiguos sobre el coleo nos la da el administrador e historiador Jesuita, Miguel Venegas, en 1739. En respuesta ante las quejas de los soldados —en lo que hoy es Baja California Sur— que supuestamente se veían obligados también a ejercer el oficio de Vaquero, Venegas arremete, diciendo: 

“¿Qué diremos del herradero? Aquí tienen menos razón de quejarse. Porque, cuando hay algunas cabezas que herrar, es verdad que asiste el soldado, ¿pero a qué? A ver, y mandar. Si él es aficionado, se divierte. Porque a los hombres de campo les sirve de mucha diversión este ejercicio. Y vemos, que en todas las haciendas de ganado, sin ser llamados, acuden los campistas de todos los contornos, y de su voluntad se ofrecen a ayudar a los herradores, sin más interés, que el gusto que reciben con la diversión de este ejercicio. Pero si el soldado no es aficionado, va allí al principio por mera curiosidad; colea tres, o cuatro becerros para hacer ejercicio. Y en cansándose, se vuelve a la casa, dejando a los indios con el trabajo. Y esto es, lo que llaman, ser “vaqueros” en las misiones.”

Otra referencia antigua sobre el coleo a caballo en América fue escrita en 1765 por Pedro Tamarón Romeral, obispo de Durango, el cual criticó y prohibió la práctica del coleo y toreo por los sacerdotes:

“Las plazas o parajes donde se lidian toros a sortearlos con pública ignominia y ajamiento se sus personas y con esta perversa inclinación se ejercitan también en colear el ganado vacuno, cuyos entretenimientos son disonantes a los referidos eclesiásticos, de notorio riesgo y peligro de sus vidas, les mandamos a todos los ordenados, en sacris, que con ningún pretexto usen de dichos ejercicios de torear, colear y correr los referidos animales, so la pena de excomunión mayor.”

El Padre fray Alonso Ponce en 1586 durante un viaje que hizo a la ciudad de Guadalajara nos da una descripción de un coleo a pie.

A cabo de un poco, prosiguiendo el Padre Comisario su camino por aquella dehesa tan larga y tan poblada de ganado, dio el mozo tras otro toro, aún más fuerte que el pasado, y aunque le derribó del primer golpe de la garrocha, por presto que se apeó ya el toro estaba en pie, el cual se vino para él y el mozo le aguardó con la garrocha muchos golpes, haciéndoselos dar todos en el aire; pero viendo que se le iba, lo asió el de la cola y le derribo en tierra, más el toro se tornó a levantar y comenzó a irse con sus compañeros; el mozo subió en su yegua y fue tras él y no pudiéndolo derribar con la garrocha, como la otra vez, al fin lo asió de la cola y lo derribó, y sin ayuda de nadie, le capó como al otro; después ayudándole un indio le colgó los testículos en las orejas, y habiéndole cortado la cola le soltó, y luego el nuevo buey arremetió a él con una terrible furia por tres o cuatro veces, pero el mozo le aguardaba con la mesma cola, lo mismo hizo otras dos o tres veces que le aguardó con el pañizuelo, y viéndose el toro burlado se fue muy lejos a lugar apartado, sin querer juntarse con sus compañeros por entonces.”

 En la obra —Rusticatio Mexicana (1782)— el sacerdote jesuita Rafael Landivar, describió en verso épico, la faena del coleo en los campos del México dieciochesco:

Parte a los toros obliga a salir de los bosques umbríos, parte los llevan corriendo de la alta colina a los prados, y parte vigila a los ya reunidos en medio del campo, hasta así congregar un inmenso rebaño de toros. Y si alguno acelera la fuga, y se apresta a dejar la manada, al instante un vaquero, soltando las riendas, apremia al caballo agitando talones, y sigue al que vuela hasta que asido del rabo al cansado por larga carrera

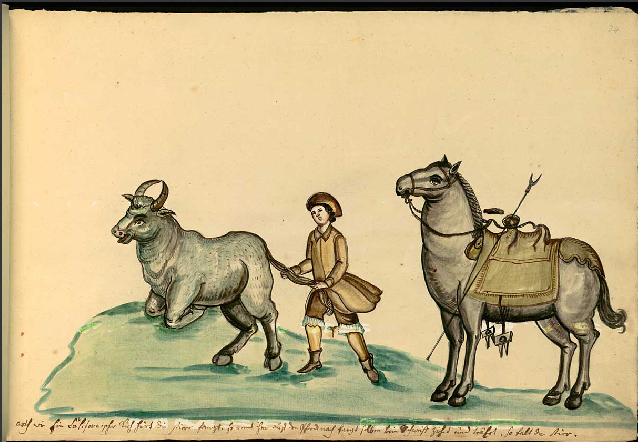
Coleo a pie en Baja California Sur 1762. Pintura del Padre Jesuita Ignacio Tirsch.

lo vire al contrario, y al toro derribe en el agro con ello, la pena severa lo lleva advertido hasta el hato.

En La Española, en lo que hoy es Haití y República Dominicana, también se llegó a practicar esta faena ganadera, aunque hoy en día ya no, esto según Antonio Sánchez Valverde al describir la ganadería en aquella isla en su libro “ Idea del valor de la isla Española” (1785):

“Tras otras de las que pretenden escapar, siguen sin hacer uso del hierro [garrocha]. Ásenlas de la cola a la carrera: suspenden sus cuartos traseros, y á una vuelta de mano dan con ellas en tierra. Paran al caballo, desmontan en un instante, y se echan sobre el animal, antes que haya podido levantarse.”

En Venezuela, se practicaba —antes de la creación de reglas y normas— un tipo de coleo distinto al moderno, El general francés Henri Louis Villaume Ducoudray Holstein, quien formó parte del ejército de Simón Bolívar, describió en su libro “Memoirs of Simon Bolivar, President Liberator of the Republic of Colombia” (1829) una técnica de coleo practicada por José Antonio Páez.

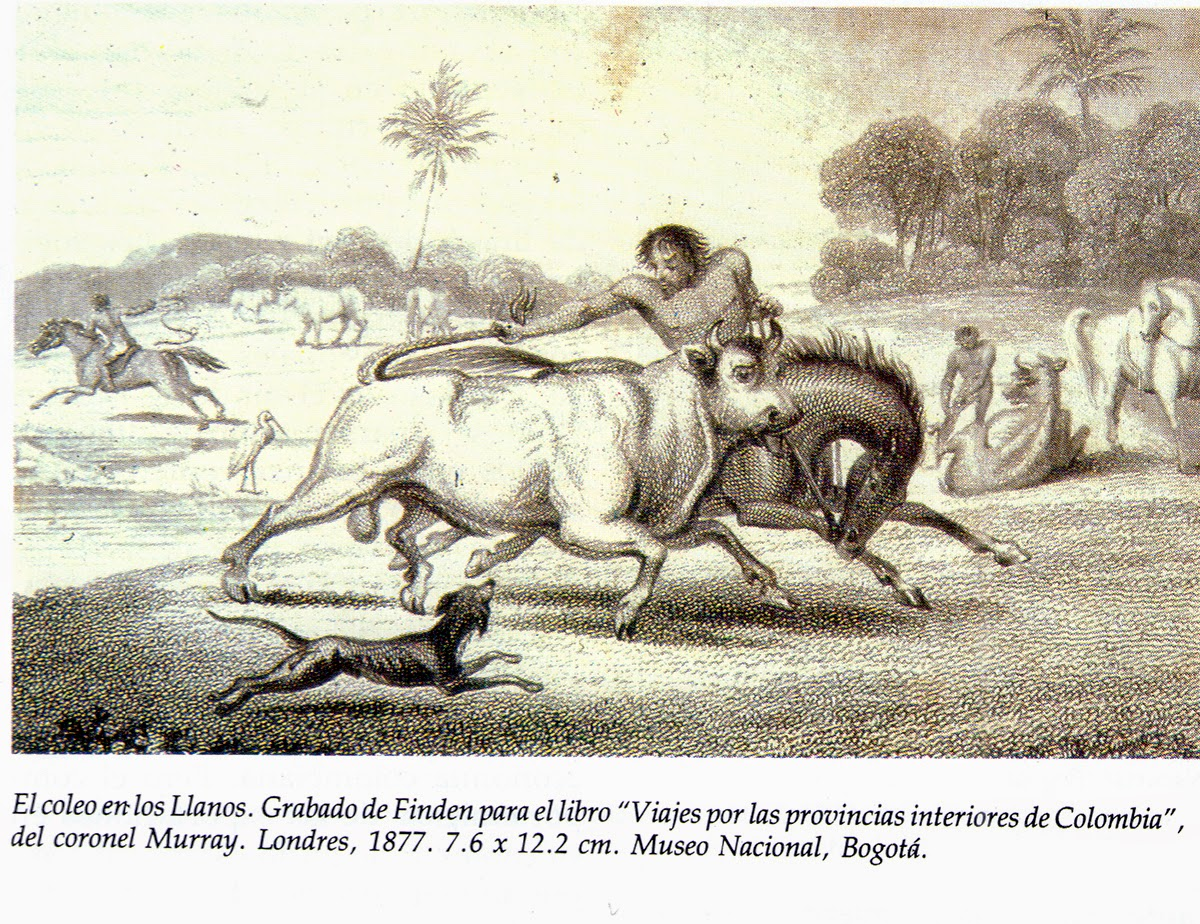
"Viajes por los llanos orientales de Colombia" del coronel Murray. Londres, 1877. 7,6 x 12,2 cm Museo Nacional, Bogotá, Colombia.

“Tiene una gran predilección por la caza de toros bravos, y en particular por el tipo de caza llamado “colear un toro”. Consiste en tomar un toro por la cola y tirarlo al suelo, y se hace, particularmente por los Llaneros de Venezuela, de la siguiente manera. Los cazadores van todos a caballo, cada uno llevando en la mano un trozo de tela roja. A la vista de este color, el toro se enfurece; y corre hacia alguien, quien hábilmente arroja su tela y la sujeta sobre los cuernos del toro, de tal manera que le venda los ojos. Mientras el toro ruge y se lanza para quitarse la tela, el cazador principal, designado de antemano, agarra la cola del animal y le ata un extremo de una cuerda fuerte. Luego amarra el otro extremo a un árbol, para que el toro no pueda escapar. Ahora gira la cola con una mano fuerte, y con tal dirección, que el movimiento rápido que el animal hace naturalmente al girar la cabeza hacia su captor, lo ayuda a arrojarlo de costado. En el momento en que se pone en esta posición, el cazador principal lo desjarreta con su sable, y los demás lo pican con sus garrochas. Luego, el cadáver se limpia y se prepara para cocinar.”

Se infiere que el coleo se convierte en una actividad característica de los llaneros a partir del año 1780, debido a que así lo documentan las quejas presentadas por los tenientes de justicia de la época, quienes censuraban la práctica de esa costumbre.
Simón Bolívar el 28 de febrero de 1829 prohibiría “llevar garrochas y apearse para colear” en Venezuela.

“Art.34: Tampoco les será permitido llevar garrochas, apearse para colear, ni otra cosa que espante a los animales, a menos que sea con permiso del dueño que hace el rodeo.”

El coleo tuvo una alta popularidad en la época caudillista, sobre todo en el gobierno de José Tadeo Monagas, en el cual el coleo formaba parte de las festividades de las grandes urbes. A. Moreno escribe:

“Logro convertirse en un entretenimiento popular; saliendo de los llanos y haciendo presencia en las calles de las ciudades improvisadas, mangas durante las celebraciones de alguna efeméride (…) En Caracas, durante el gobierno de Jose Tadeo Monagas (1847-1858) se acostumbraba “colear” entre las esquinas de la Candelaria y Romualda, Carmen y Municipal, en la calle principal de San Juan y los pueblos cercanos”

## Organización del coleo de toros como disciplina deportiva

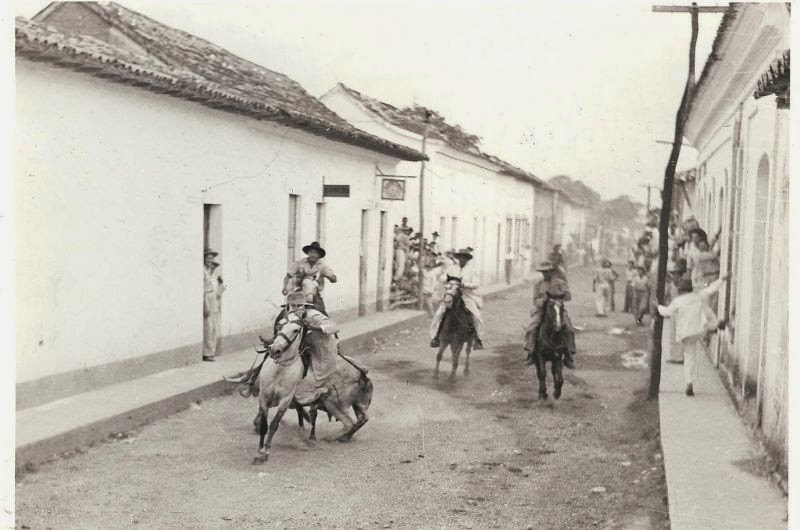
Toros coleados en las fiestas en honor a San Fernando Rey, Venezuela, 1940.

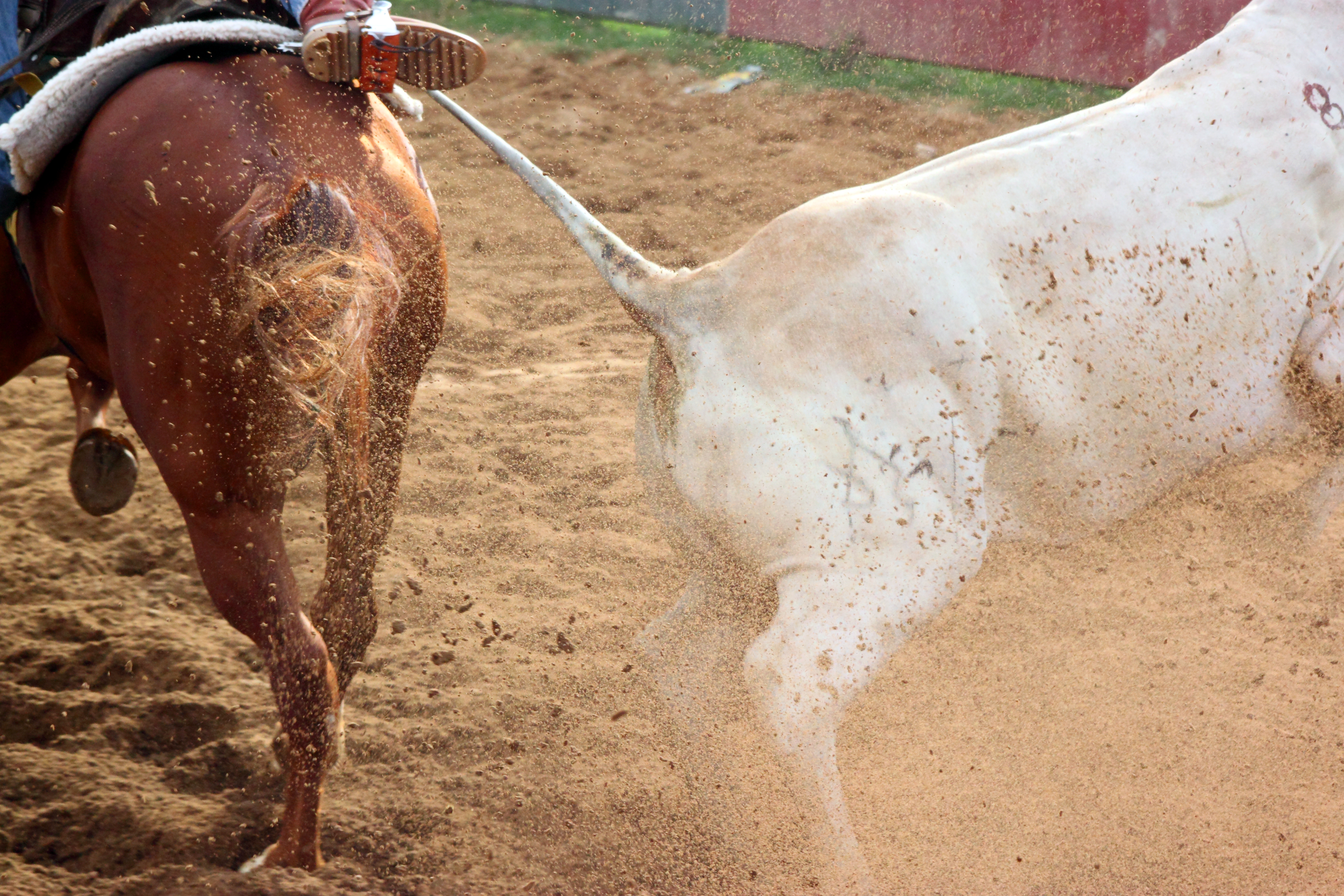
Coleo en Arauca.

Los toros coleados eran, en sus inicios, una competencia caracterizada por el instinto y la violencia, protagonizada por el hombre, su caballo y un toro. No existían reglamentos ni autoridad que legislara sobre las “coleadas”. Sin embargo, con la supervivencia de esta costumbre y la creciente popularidad que alcanzó, se estableció una normativa que incluyó exigencias técnicas y sanciones.
Hoy en día, los toros coleados son considerados un deporte, ya que cuentan con categorías, campeonatos y eliminatorias, además de requerir condiciones físicas, entrenamiento y el desarrollo de destrezas propias de una actividad tanto profesional como recreativa.
Antiguamente conocidas como fiestas llaneras, estas competencias se han transformado en torneos deportivos formales. El reglamento actual no solo establece las técnicas y condiciones del coleo, sino que también exige que durante cada turno suene música llanera de forma obligatoria, como parte integral del evento.
El proceso de organizar y reglamentar el coleo en Venezuela como disciplina deportiva tuvo varios enfoques, unos veían que era un deporte y otros lo consideraban una faena de llano simplemente. La afición por esta disciplina crecía y algunas regiones y estados fueron creando las primeras asociaciones de coleadores como un anexo de las ganaderas. La primera asociación de coleo es fundada en 1941, en San Felipe, Yaracuy. Otra iniciativa ocurrió en Aragua en 1948, cuando se registró la Asociación de Coleadores del estado Aragua. No se menciona el coleo como deporte, se habla de coleadores. Su sede original fue en Villa de Cura e incluso se inauguró la primera manga de hierro del estado. Sucesivamente, se fueron creando y registrando otras asociaciones de coleadores en los diferentes estados de Venezuela: Carabobo, Lara, Barinas y Guárico. En esa época a los mejores coleadores se los premiaba en las ferias con copas o trofeos, tal como a los ganaderos en las exhibiciones y juzgamiento o evaluación del ganado.
La planificación del desarrollo del país enmarcaba la realización de los Juegos Deportivos Nacionales y para tal fin las diferentes federaciones deportivas y el Instituto Nacional de Deportes regirían las actividades. Hubo especial interés en incluir el coleo como disciplina y eso significaba la creación de la Federación venezolana de Coleo, junto a otras, béisbol, tenis, fútbol, atletismo, lucha, boxeo, que ya existían. Simón Infante, médico de profesión y atleta, tiene el honor de presidir y fundar la Federación Venezolana de Coleo en 1959, dieciocho años después de legalizarse la primera entidad federal de coleadores. A finales de los años 50, un grupo de coleadores observó que era posible convertir el coleo en competencias federales con un nivel técnico alto, es decir, realizar de inmediato, competencias nacionales. Por iniciativa y asesoría del IND (Instituto Nacional del Deporte en Venezuela), se designaron comisiones regionales que mostraron receptividad en este proceso. Correspondió al Dr. Simón Infante esa labor de agrupar y unir las asociaciones estadales y formar la Federación Venezolana de Coleo (Feveco) en 1959.
La elaboración del primer reglamento sobre el coleo fue ardua, era el comienzo de una disciplina, de un deporte, que mostraba competencia entre jinetes y caballos por tumbar el toro, pero esto requería que el toro diera las condiciones mínimas para ser coleado, es decir, primero que corriera y segundo que el caballo lo alcanzara y “ayudara” al jinete a dar un jalón con las manos solamente, lo derribara y que levantara las patas; así se definió lo que era una coleada efectiva, que valía un punto, y también la coleada nula. Esto originó la decisión de reglamentar el antes, el momento y el después de colear. Además, se lograron acuerdos en los estatutos y fines de esta federación; entre estos se promovían las actividades de la ganadería y la cría de caballos de competencia enfocadas en mejorar la raza criolla, además de buscar alianzas con asociaciones nacionales e internacionales en el fomento de la nueva disciplina del coleo de toros. En lo que respecta a la competencia, este primer reglamento se adaptó al coleo de esa época, al tipo de ganado y a la forma de comportarse en una competición. En la actualidad han sido bastantes los cambios en los reglamentos, porque el coleo va en franca evolución y mejoramiento, se ha ido adaptando y corrigiendo las fallas y vacíos que hay generalmente en cualquier disciplina. Ya para 1981 el Congreso Nacional declara el coleo de toros como “deporte criollo y tradicional”.

## Participantes y desarrollo

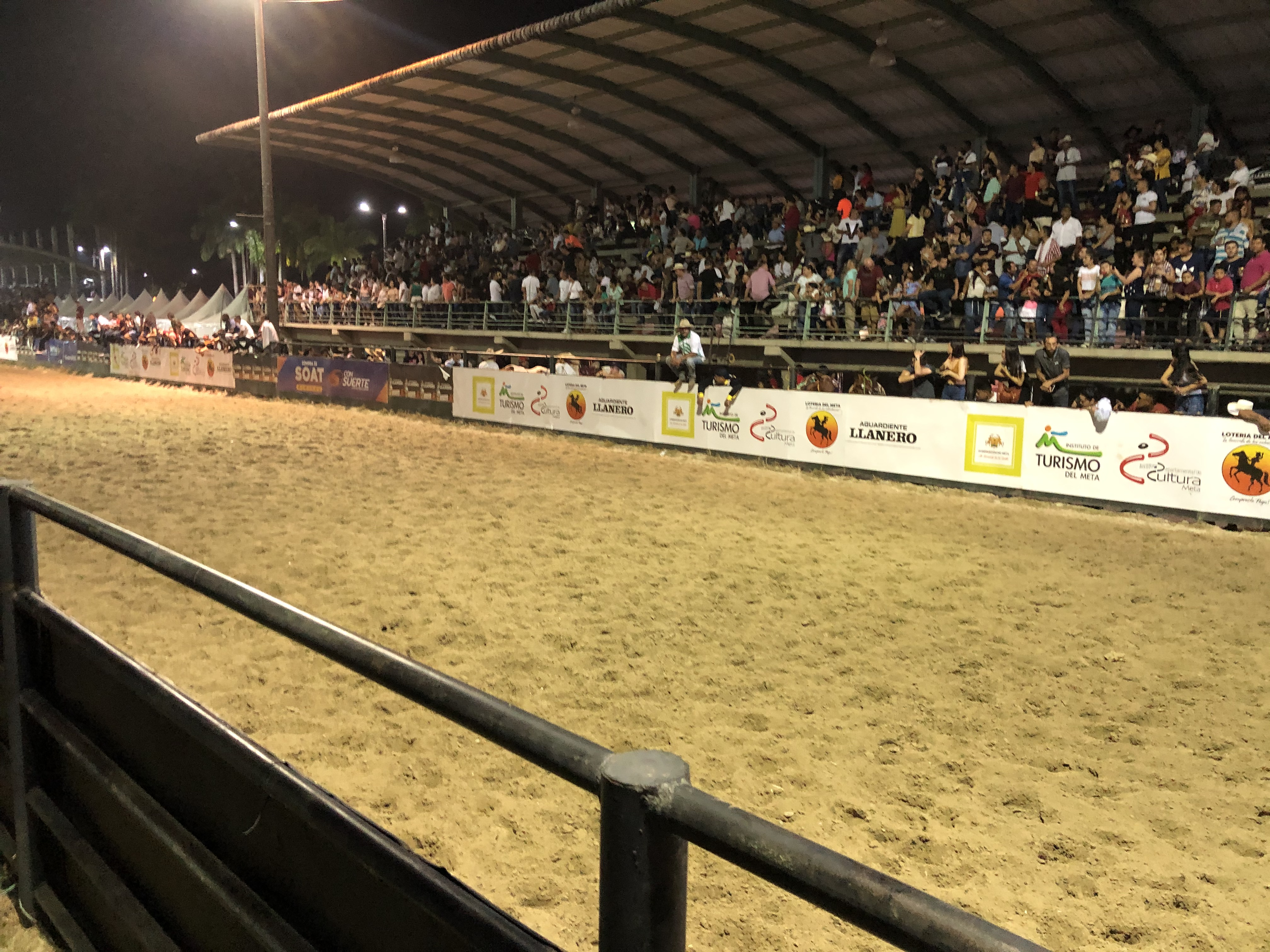
Manga Villavicencio, Meta, Colombia.

Actualmente, está reglamentado por diferentes federaciones, entre ellas, la Federación Venezolana de Coleo “FEVECO” y esta, a su vez, está integrada por las asociaciones de cada entidad federal y las asociaciones por Clubes y los clubes por los coleadores. De igual forma, en Colombia existe una Federación de Coleo con ligas a nivel departamental y se celebran importantes torneos como el encuentro mundial de coleo, en el segundo fin de semana de octubre, y el confederado de coleo en la primera semana de diciembre.
En las competencias participan los siguientes
- El coleador: principal protagonista de esta actividad. Sobre su caballo busca derribar al toro en plena carrera, agarrándolo por la cola. Su actuación lo convierte en el centro de atención de la fiesta.
- El caballo: realiza el 80% del esfuerzo empleado para derribar al toro; es fundamental para efectuar la coleada. Los hay de diversas razas: Llanera, Cuarto de Milla, Morgan, Paint horse, Anglo-árabe, Lusitano, Pura Raza Española, Appaloosa, Purasangre, Azteca, Criolla y otras, todos se distinguen por su docilidad, fuerza y nobleza.
- El toro: completa la trilogía necesaria para ejecutar la coleada. De su característica depende en una buena parte el éxito del espectáculo.
- Los jueces: la competencia es vigilada por tres jueces: el juez central, el juez de coso, el juez de tapón, y los jueces de panga (anotadores y Crono-metristas). Para competir se organizan turnos de cuatro coleadores, en cuanto a Colombia se requiere de dos coleadores, los cuales tienen dos oportunidades de colear en la jornada del día.

En los toros coleados el juez central se ubica en la tribuna principal, vigila todo lo que sucede en la manga, impone el orden, hace cumplir el reglamento y además, mediante un altavoz, narra la competencia en el momento en que se está desarrollando. Las frases de giros y el léxico empleados en la descripción que hace el juez-narrador son propios de esta actividad; el ritmo de la acción y el estilo son propios de cada juez. 
Momentos antes de empezar las acciones, el juez hace un llamado de advertencia a los competidores para que se preparen. Al dar la orden ingresan a la manga los cuatro coleadores del turno correspondiente en la forma en que el juez los llame, luego autoriza al juez de coso para que deje salir al toro. Al grito de “cacho en la manga” indica que el toro está en la pista, se inicia la competencia. Los coleadores se lanzan en persecución del animal; cuando uno de ellos toma el rabo del toro, el resto de los participantes deben retirarse tres metros para esperar que el coleador ejecute la coleada, cada turno dura 5 minutos en los cuales los coleadores deben tratar de tumbar al toro la mayor cantidad de veces posibles. 
Al caer el toro, si este levanta las cuatro patas, la coleada es efectiva; si no cae, o no levanta las patas, es nula. La coleada más celebrada es la denominada filo de lomo, sucede cuando el animal da la vuelta por el lomo y levanta derechas las patas. Finalizando la acción, el coleador se aparta inmediatamente, y se reinicia la disputa por la cola del toro. La competencia tiene una duración de cinco minutos y se suele acompañar con un conjunto de joropo llanero, que alegran el ánimo de los asistentes, y constituyen, junto a la poesía y la vestimenta que caracterizan al espectáculo, una respuesta artística de esta manifestación deportiva.

## Tipos de coleadas

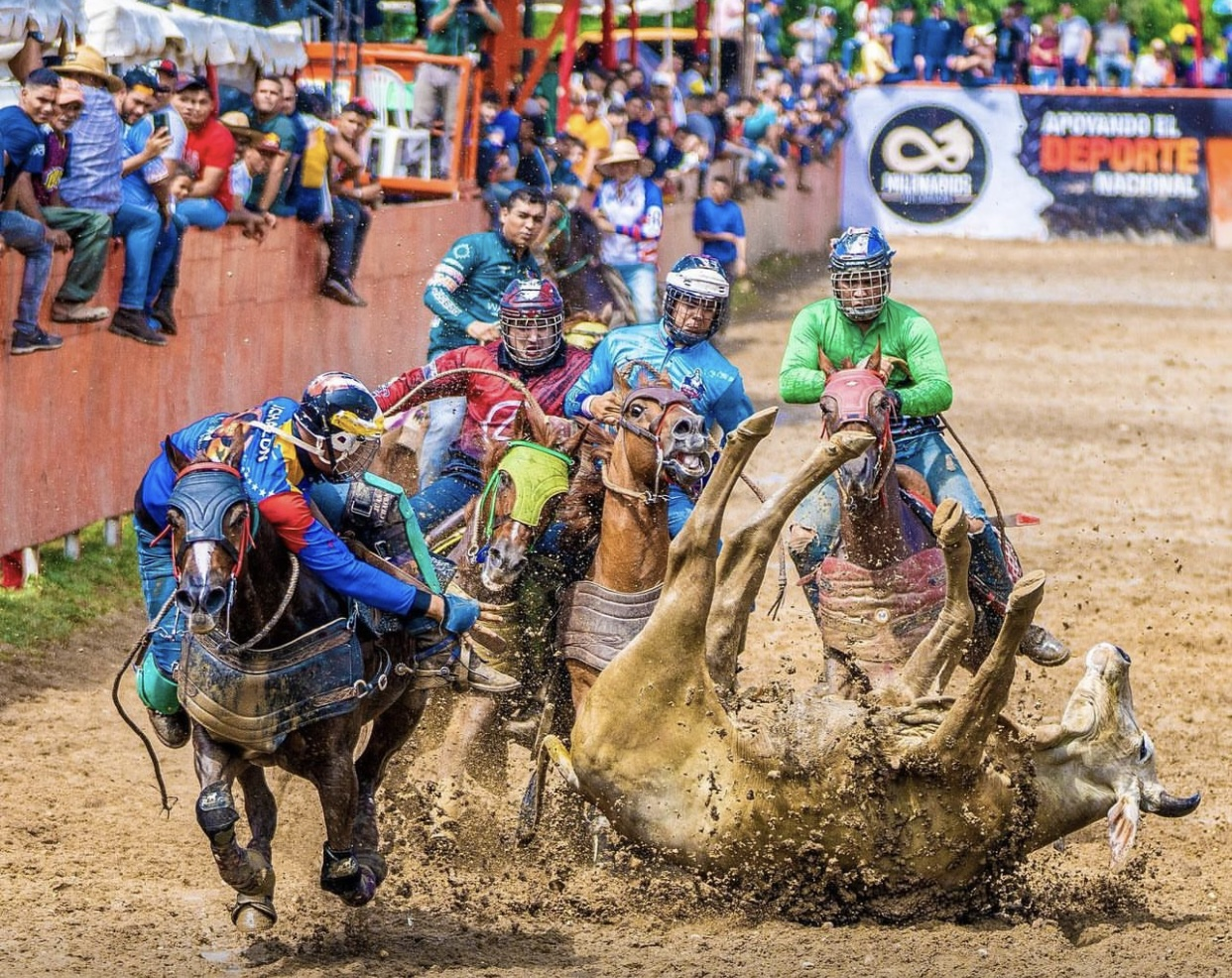
Toros coleados, Venezuela.

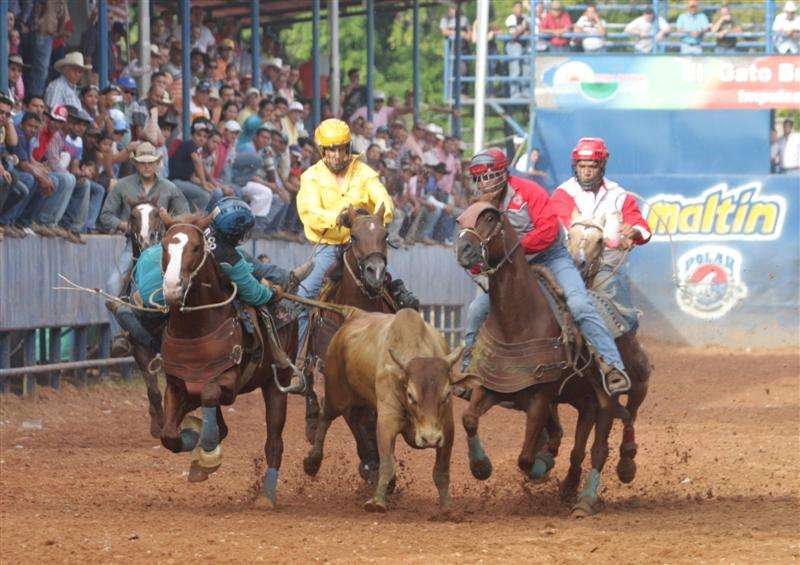
Coleada a un solo estribo.

Las diferentes formas de colear son las siguientes:
- Apartado: Se coloca dos manos en la cola del toro y se desplaza hacia abajo de la silla, puede ser con o sin estribo.
- Coleada a una mano: se ejecuta agarrando y jalando la cola del toro con una sola mano y manteniendo en la otra las riendas del caballo.
- Coleada a dos manos: se ejecuta agarrando y jalando la cola del toro con ambas manos y soltando las riendas del caballo.
- A media silla: se ejecuta bajándose por un costado de la silla, habiendo agarrado previamente la cola del toro con las dos manos.
- A un solo estribo: consiste en que el coleador jala la cola del toro con las dos manos, pero saliéndose totalmente de la silla, quedando apoyado con el pie en el estribo. Es la forma de coleada más frecuente en los llanos venezolanos y colombianos.
- Por debajo de la pierna: el coleador pasa la cola del toro por debajo de la pierna que se encuentra del mismo lado del toro y ejecuta la coleada a una o dos manos. Esta coleada es típica de los mexicanos y cubanos.
- Güesiada: el coleador, tras haber agarrado la cola del toro y, sobre la marcha del caballo, se desmonta para ejecutar la coleada de a pie. Esta coleada no es muy común verla, ya que el riesgo de salir lesionado es muy alto, debido a la velocidad y altura del caballo. Se hacía antiguamente cuando se coleaba en caballo criollo.

## Puntaje
De acuerdo a la forma como caiga el toro, el coleador se hace merecedor a un puntaje que se va sumando a medida que él va haciendo su participación; este puntaje está determinado de acuerdo al reglamento de la federación de coleo por la cual se rigen los clubes, según FEVECO y el congreso de la República de Colombia estos serían:
Campanilla: El toro debe caer de costado (pegando la paleta en el suelo) girar sobre su lomo y quedar sobre el otro costado, y volver a girar sobre su lomo para finalizar sobre el otro costado.  Equivale a 25 puntos en la primera zona y 15 puntos en la segunda zona.  Es equivalente a dos campanas.
Campana: El toro debe caer de costado (pegando la paleta en el suelo) y girar sobre su lomo y quedar sobre el otro costado.  Equivale a 20 puntos en la primera zona y 10 puntos en la segunda zona.
Costado: El toro debe caer de costado.  Equivale a 10 puntos en la primera zona y 5 puntos en la segunda zona.
Cuartos traseros: El toro cae pegando únicamente los cuartos traseros en el suelo.  Equivale a 5 puntos en la primera zona y 3 puntos en la segunda zona.
Remolino: Es equivalente a tres campanas y es con la que se obtiene el mayor puntaje: 30 puntos en primera zona y 25 puntos en la segunda zona.

## Categorías
Existen varias categorías y la variable principal para su clasificación es la edad del coleador. Entre las categorías (como se les denomina en Venezuela porque en países como Colombia y Brasil tienen diferentes denominaciones).

### Categorías en Venezuela[17]
- "Destete": para coleadores de 7 a 9 años no cumplidos.
- "Pre Infantil": para los coleadores de 10 a 14 años.
- "infantil": para coleadores entre 15 y 17 años.
- "C": para coleadores entre los 18 y 23 años.
- "B": para coleadores que tienen entre 24 y 31 años.
- "A": para coleadores que tienen entre 32 y 40 años
- "AA" para los coleadores de 40 a 50 años.
- "Super Master" Agrupa coleadores mayores de 60 años en adelante.
- Master Agrupa coleadores de 51 años, esta categoría se hará de manera automática al cumplir la edad antes señalada.
- Femenino (Infantil) Mujeres Menores de 18 años.
- Femenino (Adulto): Mujeres Mayores de 18 años.
- Campeonato de Campeones: En esta competencia se saca a todos los campeones por categoría, las cuales son: Libre (Cat "C", Cat "B", Cat "A"), Sol de los Venados, Maestro del Coleo, Veterano, Femenino.

- Universitario: Categoría reconocida por la Federación Venezolana Deportiva de Educación Venezolana (FEVEDEU) y otras organizaciones deportivas que agrupan instituciones universitarias y organizaciones mediante la figura de Clubes de Coleo.
- Juegos Deportivos Nacionales (JDN): Agrupa a los y las atletas coleadores (as) en categoría abierta, mayores de 18 años de edad pudiendo participar todas las categorías existentes, excepto las que agrupan niños niñas y adolescentes. Esta Categoría es Exclusiva para cuando hay Juegos Deportivos Nacionales; el atleta coleador o coleadora que obtenga Medalla de Oro en esta Categoría en forma individual será reconocido como Campeón Nacional de Coleo.

### Categorías en Colombia[18]
- Novatos: Principiantes
- Formativa o aficionada:  Ya inscritos a una liga de coleo avalada por la Federación de Coleo Colombiana
- Élite: Profesionales, lo más destacados del país
- Veteranos: Coleadores que superan los 60 años

## Campeones de la categoría "A" desde 1951 a 2018 y sus equinos (Venezuela)
Recopilación de ganadores de coleos nacionales en Venezuela en la categoría A
| Año                  | Año                   | Jinete                           | Estado           | Equino                                                     |
| -------------------- | --------------------- | -------------------------------- | ---------------- | ---------------------------------------------------------- |
| Bandera de Venezuela | 1959 (primer campeón) | Jesús María Piña                 | Lara             | Pando                                                      |
| Bandera de Venezuela | 1961                  | Heriberto López                  | Carabobo         | Uribante                                                   |
| Bandera de Venezuela | 1962                  | Mario Gudiño                     | Distrito Capital | Majarete                                                   |
| Bandera de Venezuela | 1963                  | Nardo Figueroa                   | Carabobo         | Mira Quien Viene                                           |
| Bandera de Venezuela | 1965                  | Marcos Alfonzo                   | Aragua           | Rodeo Recorrida                                            |
| Bandera de Venezuela | 1966                  | Carlos Martínez                  | Aragua           | Chuvasco                                                   |
| Bandera de Venezuela | 1967                  | Marcos Alfonzo                   | Aragua           | Recorrida                                                  |
| Bandera de Venezuela | 1968                  | Marcos Alfonzo                   | Aragua           | Recorrida                                                  |
| Bandera de Venezuela | 1969                  | Cruz Mario Sigala                | Lara             | Perico                                                     |
| Bandera de Venezuela | 1971                  | Emiro Ramírez                    | Barinas          | Pele'el ojo                                                |
| Bandera de Venezuela | 1972                  | Francisco Escobar                | Guárico          | Prefectura                                                 |
| Bandera de Venezuela | 1973                  | José Torrealba                   | Lara             | Cometa                                                     |
| Bandera de Venezuela | 1974                  | Pedro Lucio Ríos                 | Miranda          | Rey Dormido                                                |
| Bandera de Venezuela | 1975                  | Rafael Castillo                  | Yaracuy          | Chubasco                                                   |
| Bandera de Venezuela | 1976                  | Tomas Guardia                    | Miranda          | Martillo y Jaquimita                                       |
| Bandera de Venezuela | 1977                  | Frank Alfonso                    | Aragua           | Negro Lindo y Mono Rojo                                    |
| Bandera de Venezuela | 1978                  | José Arrieta                     | Lara             | Curazao                                                    |
| Bandera de Venezuela | 1979                  | José La Greca                    | Miranda          | Quita Pesares                                              |
| Bandera de Venezuela | 1980                  | Frank Alfonso                    | Aragua           | Catire San Juanero y Río Negro                             |
| Bandera de Venezuela | 1981                  | Juan Aguilera                    | Guárico          | Charanga                                                   |
| Bandera de Venezuela | 1982                  | Frank Alfonso                    | Aragua           | Pandillero y Negro Lindo                                   |
| Bandera de Venezuela | 1983                  | Pedro Lucio Ríos                 | Carabobo         | Pepsicola y Frosti (24 Puntos - Récord Nacional en Frosti) |
| Bandera de Venezuela | 1984                  | Jesús Aguilera                   | Guárico          | Calabocito y Río Negro                                     |
| Bandera de Venezuela | 1985                  | David Núñez                      | Distrito Capital | Putin                                                      |
| Bandera de Venezuela | 1986                  | Jesús Aguilera                   | Guárico          | Guajiro y María Conchita                                   |
| Bandera de Venezuela | 1987                  | Jesús Aguilera                   | Guárico          | Martín                                                     |
| Bandera de Venezuela | 1988                  | Jesús Aguilera                   | Guárico          | Mira Lejos                                                 |
| Bandera de Venezuela | 1989                  | Gervasio Barreto                 | Carabobo         |                                                            |
| Bandera de Venezuela | 1990                  | David Therese                    | Táchira          | Frijolito                                                  |
| Bandera de Venezuela | 1991                  | Carlos Suárez                    | Guárico          | Gustavito                                                  |
| Bandera de Venezuela | 1992                  | Jesús Aguilera                   | Guárico          | Brujito                                                    |
| Bandera de Venezuela | 1993                  | Omar Gamarra                     | Táchira          | Cheyenne                                                   |
| Bandera de Venezuela | 1994                  | Omar Gamarra                     | Táchira          | Mañanita y Traga Tuercas                                   |
| Bandera de Venezuela | 1995                  | Eduardo Tabares                  | Carabobo         | Peluquero (24 Puntos - Récord Nacional)                    |
| Bandera de Venezuela | 1996                  | Raimundo Barreto                 | Yaracuy          | Negra Tomasa                                               |
| Bandera de Venezuela | 1997                  | Francisco Correa                 | Guárico          | Cruz de Mayo                                               |
| Bandera de Venezuela | 1998                  | Lisandro Azuaje                  | Trujillo         | Brujito                                                    |
| Bandera de Venezuela | 1999                  | Francisco Correa                 | Guárico          | Cruz de Mayo                                               |
| Bandera de Venezuela | 2000                  | Alí Azuaje                       | Portuguesa       | 4.5                                                        |
| Bandera de Venezuela | 2001                  | Jaime Hernández                  | Yaracuy          | Etiqueta Negra                                             |
| Bandera de Venezuela | 2002                  | Salvador Gordil                  | Portuguesa       | Doña Bárbara y Sangre Fría                                 |
| Bandera de Venezuela | 2003                  | Omar Gamarra                     | Táchira          | Dos Potencias.                                             |
| Bandera de Venezuela | 2004                  | Eufrasio Hernández               | Anzoátegui       | Chapita                                                    |
| Bandera de Venezuela | 2005                  | Santiago Molina                  | Zulia            | Litigante                                                  |
| Bandera de Venezuela | 2006                  | Alexis Suárez                    | Portuguesa       | Brothers                                                   |
| Bandera de Venezuela | 2007                  | Lisandro Azuaje                  | Cojedes          | Chamo Ran                                                  |
| Bandera de Venezuela | 2008                  | Lisandro Azuaje                  | Guárico          | Guasón (24 Puntos - Récord Nacional)                       |
| Bandera de Venezuela | 2009                  | Santiago Molina                  | Carabobo         | Gustavita                                                  |
| Bandera de Venezuela | 2010                  | Luis "Comegen" Perales           | Nueva Esparta    | JC.                                                        |
| Bandera de Venezuela | 2011                  | Abraham García                   | Falcon           | Candelaria                                                 |
| Bandera de Venezuela | 2012                  | César Arocha                     | Monagas          | Shobe - Baldomero - María Cubina                           |
| Bandera de Venezuela | 2013 (empate)         | José Guayapero y Luis Londoño    | Vargas/Cojedes   | Fin de Mes y Doña Mary                                     |
| Bandera de Venezuela | 2014                  | César Arocha                     | Nueva Esparta    | María Cubina                                               |
| Bandera de Venezuela | 2015                  | José Guayapero                   | Vargas           |                                                            |
| Bandera de Venezuela | 2015 (empate)         | Rafael Castillo y José Guayapero | Trujillo/Vargas  | Luis Londoño y Fin de Mes                                  |
| Bandera de Venezuela | 2016                  | José Rafael Freites              | Tachira          | Noche Oscura.                                              |
| Bandera de Venezuela | 2017                  | Andrés Alejandro Peña            | Lara             | Don Kijote King                                            |
| Bandera de Venezuela | 2018                  | Marcos Celaya                    | Distrito Capital |                                                            |